# دوة ياتاقي
دوة ياتاقي (بالفارسية: دوه‌یاتاقی) هي مستوطنة تقع في قسم تشاراويماق المركزي في إيران. يقدر عدد سكانها بـ 106 نسمة .